# استان وسطی (بحرین)
استان وسطی (به عربی:  محافظة وسطی )، یکی از استان‌های پنجگانهٔ کشور پادشاهی بحرین بود. این استان در سال ۲۰۱۴ منحل شد و مناطق آن در سه استان دیگر ادغام شدند.
این استان شامل مناطق زیر بود:
1. توبلی
2. سلم‌آباد
3. عالی
4. مدینة عیسی
5. سترة
6. سند
7. جرداب
8. المعامیر
9. النویدرات
10. العکر
11. الرفاع الشرقی والغربی
12. بوکواره